# Cap Raoul
Cape Raoul (Cape Raoul) est une localité rurale et une caractéristique naturelle (cap Raoul) de la zone de gouvernement local de Tasman, dans la région sud-est de la Tasmanie. Il est situé à environ au sud de la ville de Nubeena. Le recensement de 2016 a déterminé une population nulle pour la banlieue de Cape Raoul.
Cape Raoul est une banlieue/localité confirmée.

## Limites et emplacement
La rive de la mer de Tasman correspond aux limites ouest, sud et est de la localité. Le cap est contenu dans la localité, qui est contenue dans la section ouest du parc national Tasman.

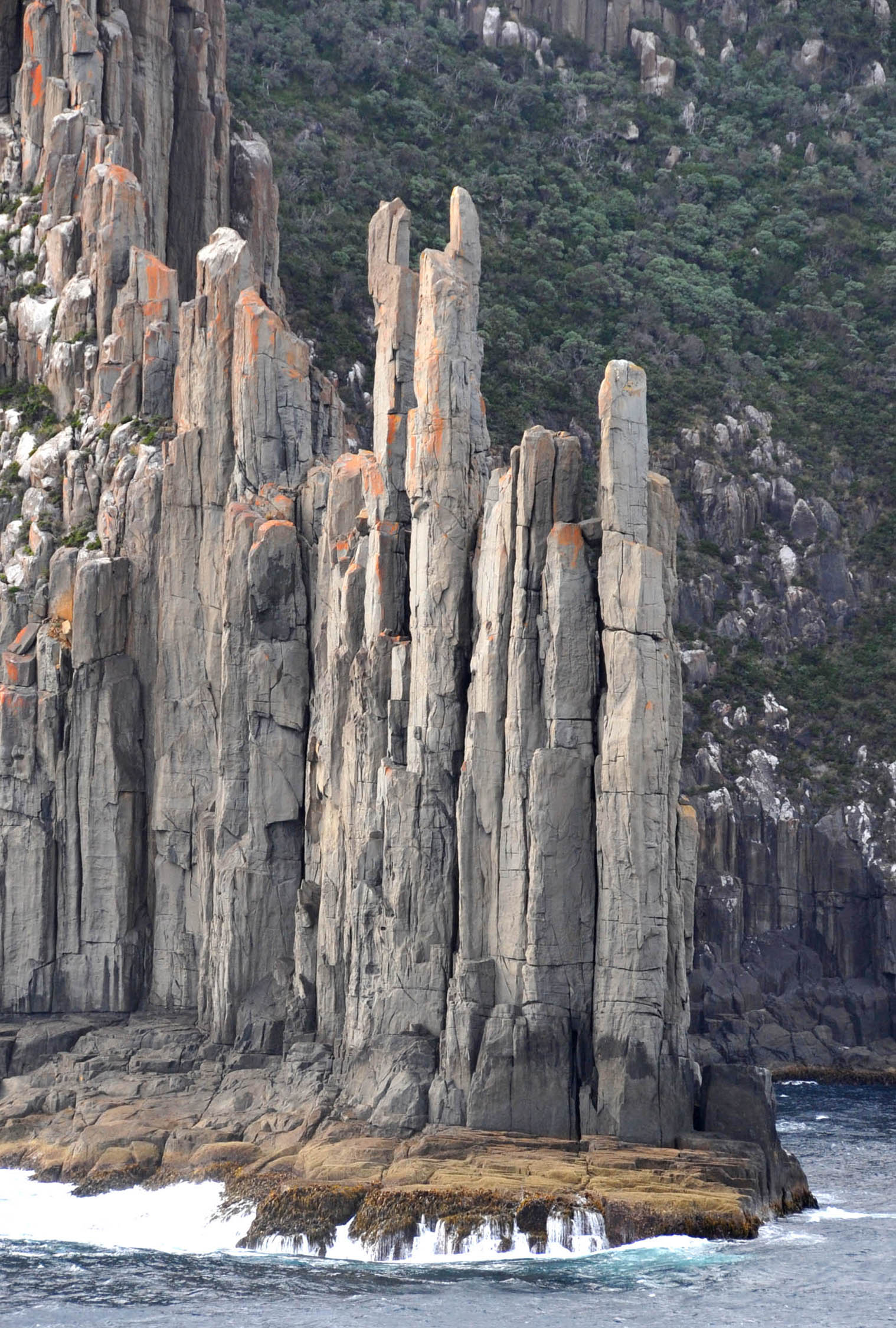
Pointe du cap, vue depuis la mer.

Le cap Raoul (l'élément naturel) est situé à l'extrême sud de la péninsule de Tasman, dans le sud-est de la Tasmanie. Il forme le littoral de la baie de Raoul et fait partie du paysage de dolérite du parc national de Tasman.

## Géographie
Le cap présente des plates-formes rocheuses, des falaises imposantes, des colonnes et des îles au large. Il y a une falaise haute de 300 mètres (984 pi) avec vue panoramique sur le littoral. Un sentier pédestre de 7 kilomètres descend ensuite régulièrement sur le plateau du Cap Raoul, avec le spectaculaire cap de colonnes de dolérite à l'extrémité du plateau.
Le cap, accessible via Port Arthur, est situé au bout de Stormlea Road.

## Colonnes
Les colonnes du cap semblent être une colonnade formée d'un joint colonnaire. Cela se produit lorsqu'un bassin de magma se refroidit juste au bon rythme de sorte que lorsque sa surface se contracte, il se fissure en plaques polygonales. Les fissures accélèrent le refroidissement, prolongeant les fissures verticalement, formant ainsi des colonnes,,.

## Histoire
Dans un article du 16 septembre 1911, il est fait une description du cap :

« Ainsi nommé du nom du pilote de D'Entrecasteaux. Flinders l'appelait Cap basaltique, mais seulement avant la publication des cartes de l'expédition française. "En 1814 Flinders très honnêtement (écrit le comte de Fleurieu) replace sur sa carte le nom de Raoull, précisant qu'il renonçait au nom de Basaltic. Malgré cela, Scott, Cross et Arrowsmith le classent comme Raoull ou Basaltic. »

— The place-names of the State  , The Mercury  (Hobart, Tas. : 1860 - 1954) 

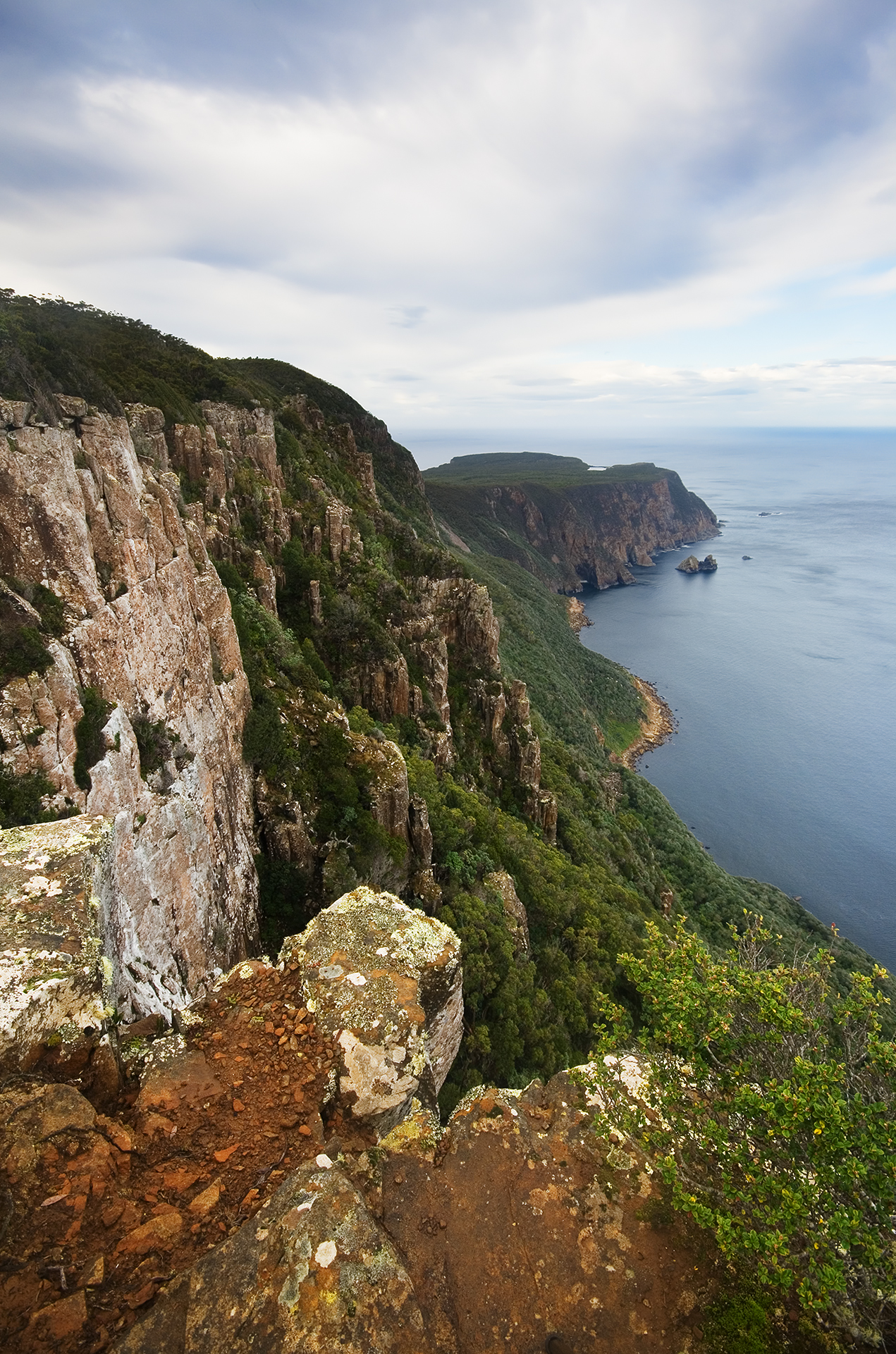
Colonnes de dolérite du cap Raoul.
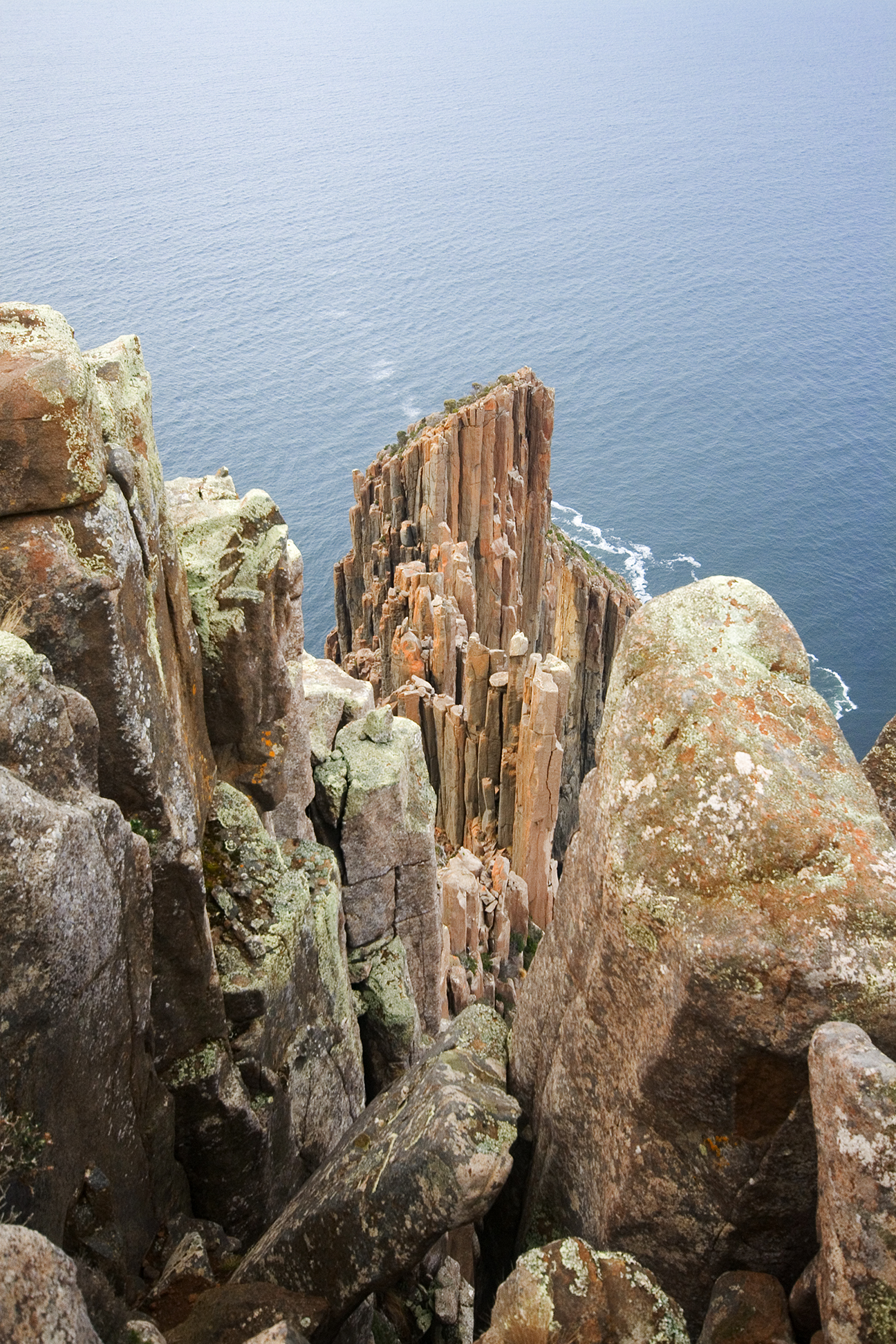
Colonnes à la pointe du cap.
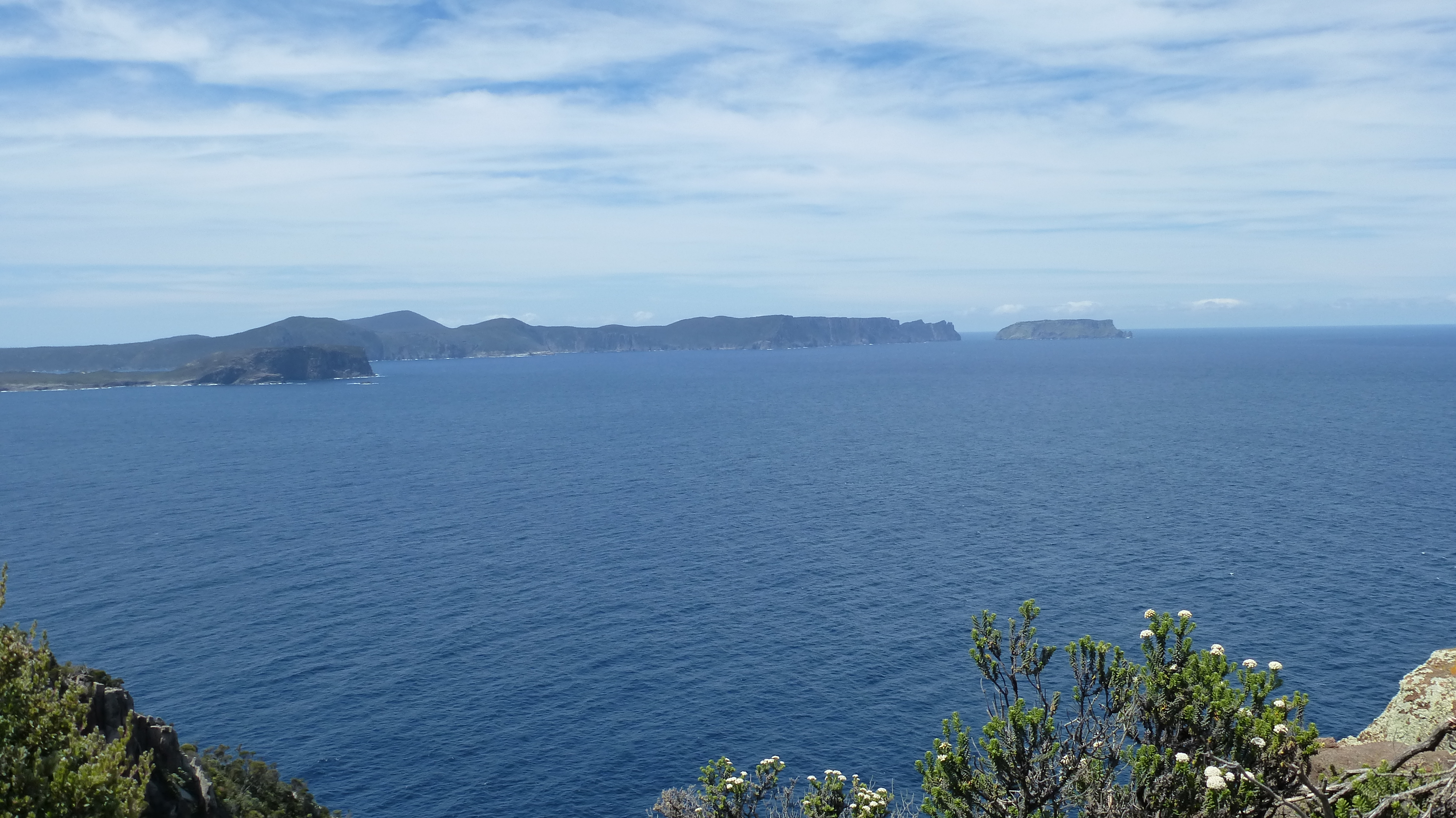
L'île Tasman et la péninsule de Tasman depuis le cap Raoul.